# Pycnodithella harveyi
Espèce
Pycnodithella harveyi est une espèce de pseudoscorpions de la famille des Tridenchthoniidae.

## Distribution
Cette espèce est endémique de Nouvelle-Galles du Sud en Australie. Elle se rencontre vers Sydney.

## Description
Les mâles mesurent de 1 à 1,16 mm et les femelles de 1,18 à 1,51 mm.

## Étymologie
Cette espèce est nommée en l'honneur de Mark Stephen Harvey.

## Publication originale
- Kennedy, 1989 : Pycnodithella harveyi, a new Australian species of the Tridenchthoniidae (Pseudoscorpionida: Arachnida). Proceedings of the Linnean Society of New South Wales, vol. 110, no 3, p. 289-296 (texte intégral).